# Römermuseum Weißenburg
Das Römermuseum Weißenburg (Eigenschreibweise RömerMuseum) ist ein archäologisches Museum im mittelfränkischen Weißenburg in Bayern im Landkreis Weißenburg-Gunzenhausen. Es ist ein Zweigmuseum der Archäologischen Staatssammlung München und Schwerpunktmuseum zum Raetischen Limes in Bayern. Das Museum ist Teil des Museumsnetzwerks „Antike in Bayern“.

## Ausstellung

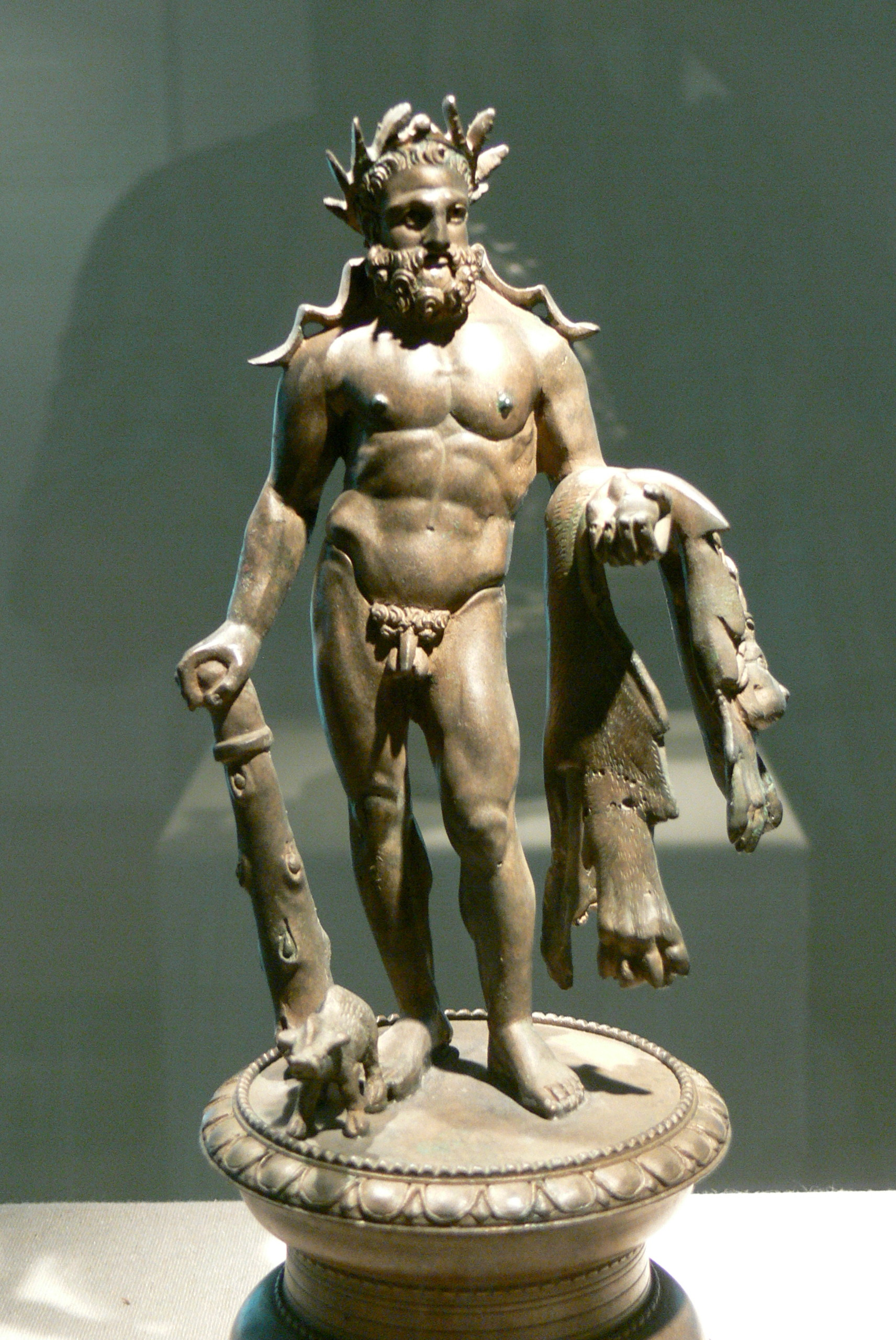
Herkulesstatue aus dem Weißenburger Schatzfund, 2. Jahrhundert n. Chr.

Den thematischen Schwerpunkt bilden die römische Geschichte, die Römer am rätischen Limes in Bayern, die Römer im Landkreis Weißenburg-Gunzenhausen und der Schatzfund von Weißenburg.
Im Jahr 1931 wurde das Museum als Heimatmuseum eröffnet. Den Kern der Ausstellung bildeten die Funde der Grabungen des Streckenkommissars der Reichs-Limeskommission, Wilhelm Kohl, und seiner Nachfolger Julius Tröltsch und Max Raab. 1964 wurde die Ausstellung komplett umgestaltet und der Zeit angepasst. Die Ausstellung folgte einem chronologischen Schema und behandelte die Vor- und Frühgeschichte sowie das frühe Mittelalter – den Schwerpunkt bildete jedoch die Römerzeit. Den Besuchern sollte die Geschichte der Region im Laufe der Jahrhunderte, durch Funde untermauert, darlegen.
Als 1979 der Weißenburger Schatzfund entdeckt und im Folgejahr durch den Freistaat Bayern angekauft wurde, wurde das einstige Heimatmuseum zum heutigen Römermuseum. Als Zweigmuseum der Archäologischen Staatssammlung München wurde es 1983 eröffnet, gemeinsam mit dem Schutzbau, der über den 1977 entdeckten Großen Thermen des römischen Weißenburg errichtet worden war. Seitdem beherbergt das Museum den aus 114 Spitzenprodukten antiken Kunsthandwerks bestehenden Weißenburger Römerschatz. Darunter sind 15 in Qualität und Erhaltungszustand einzigartige Götterfiguren sowie silberne Votivtafeln, Gefäße aus dem sakralen Bereich, Alltagsgegenstände und Paradeausrüstungsteile.
Nach einer zweieinhalbjährigen Schließung, die für Umbaumaßnahmen und eine Neukonzeption der Ausstellung genutzt wurde, wurde das Römermuseum im März 2017 neu eröffnet. Die neue Ausstellung zeigt im ersten Obergeschoss archäologische Funde aus dem gesamten Limesgebiet in Bayern. Der Schatzfund von Weißenburg nimmt das gesamte zweite Obergeschoss ein. Die alte chronologische Darstellung von der Steinzeit bis zum Mittelalter wurde zugunsten einer Schwerpunktbildung auf die Römerzeit aufgegeben. Informationen zur Provinzverwaltung, die Rolle des Kaisers und des Militärs führen am Beginn des Rundgangs in die Kernzeit der Ausstellung: die römische Besiedlung nördlich der Donau. Der Rückbezug auf das gesamte Reich zieht sich als roter Faden durch die Ausstellung.
Im Erdgeschoss des Römermuseums sind auch das kostenlos zugängliche Bayerische Limes-Informationszentrum sowie die Tourist-Information der Stadt untergebracht. Leiter des RömerMuseums, des Limes-Informationszentrums sowie des angegliederten ReichsstadtMuseums ist der provinzialrömische Archäologe Simon Sulk.

## Bedeutende Exponate

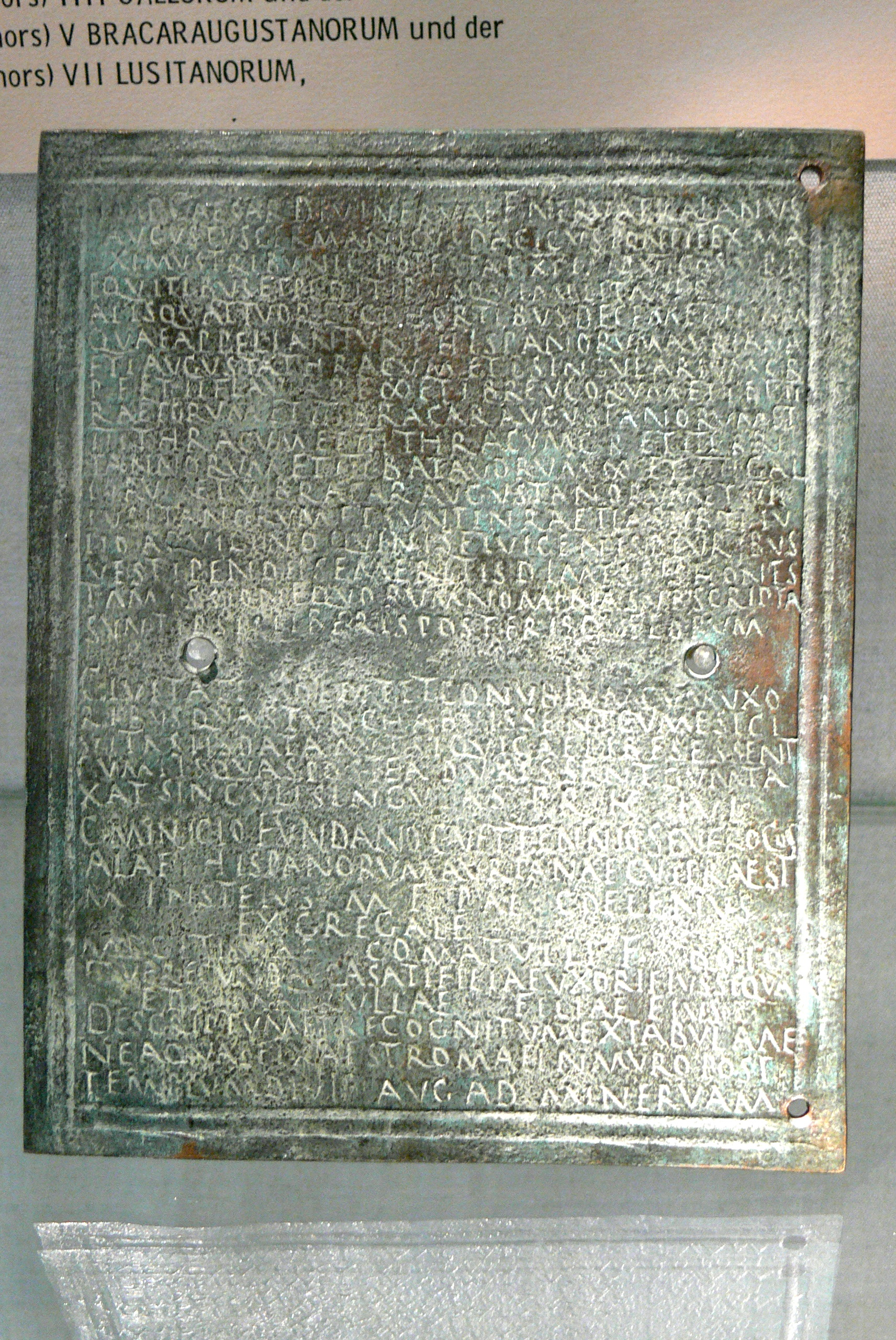
Militärdiplom des Mogetissa
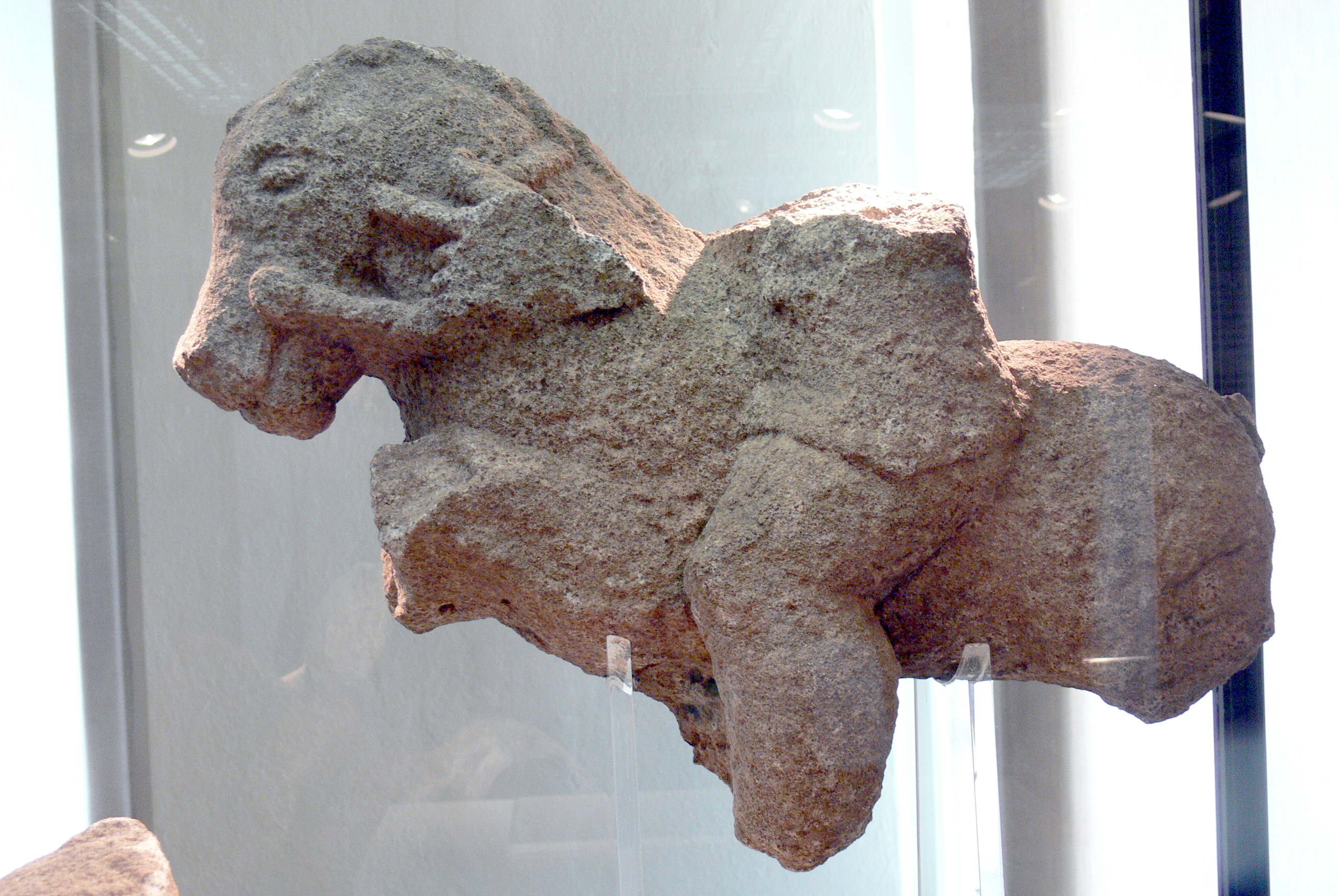
Jupitergigantensäule
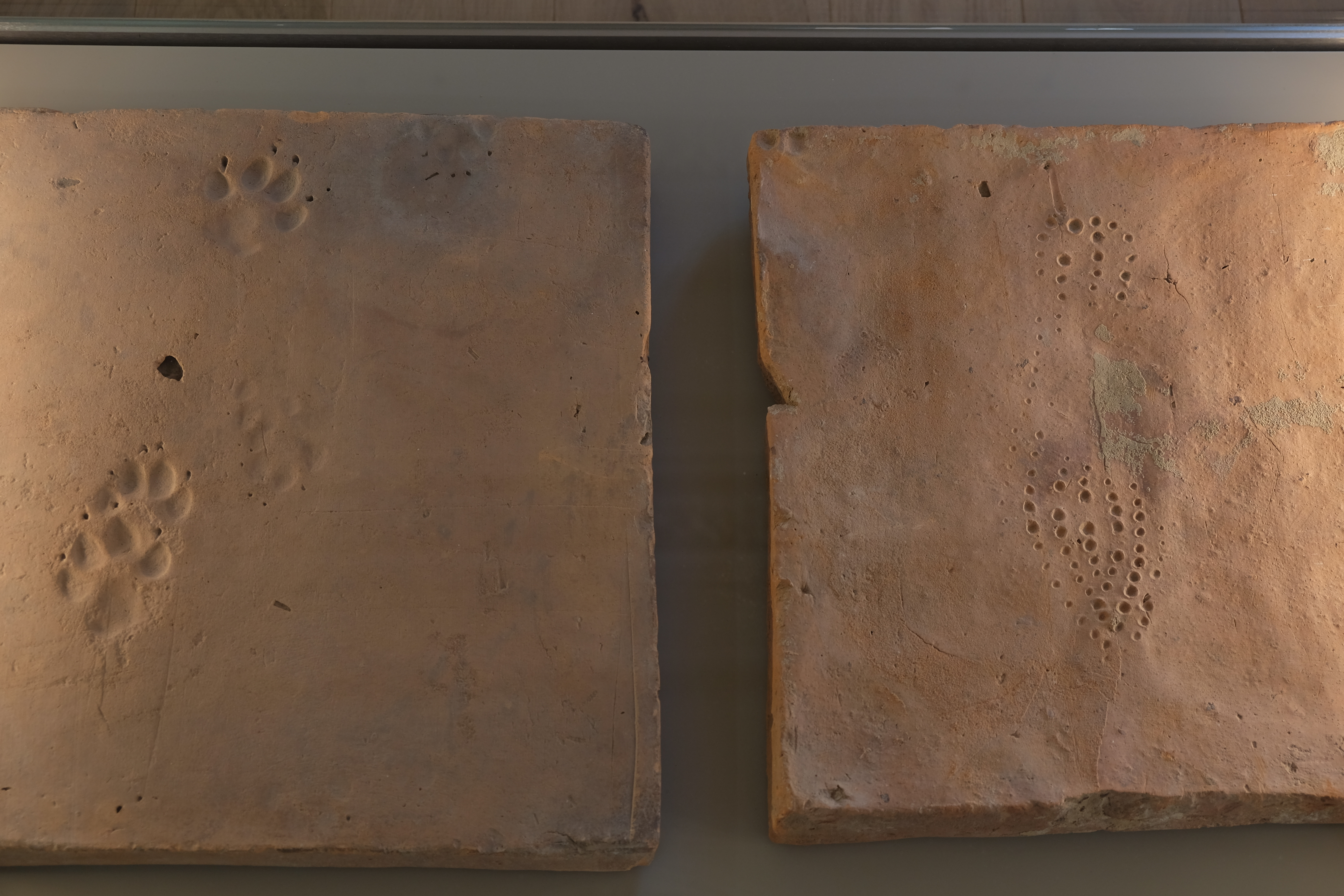
Der Abdruck von Hundepfoten und einer Nagelsandale auf römischen Dachziegeln
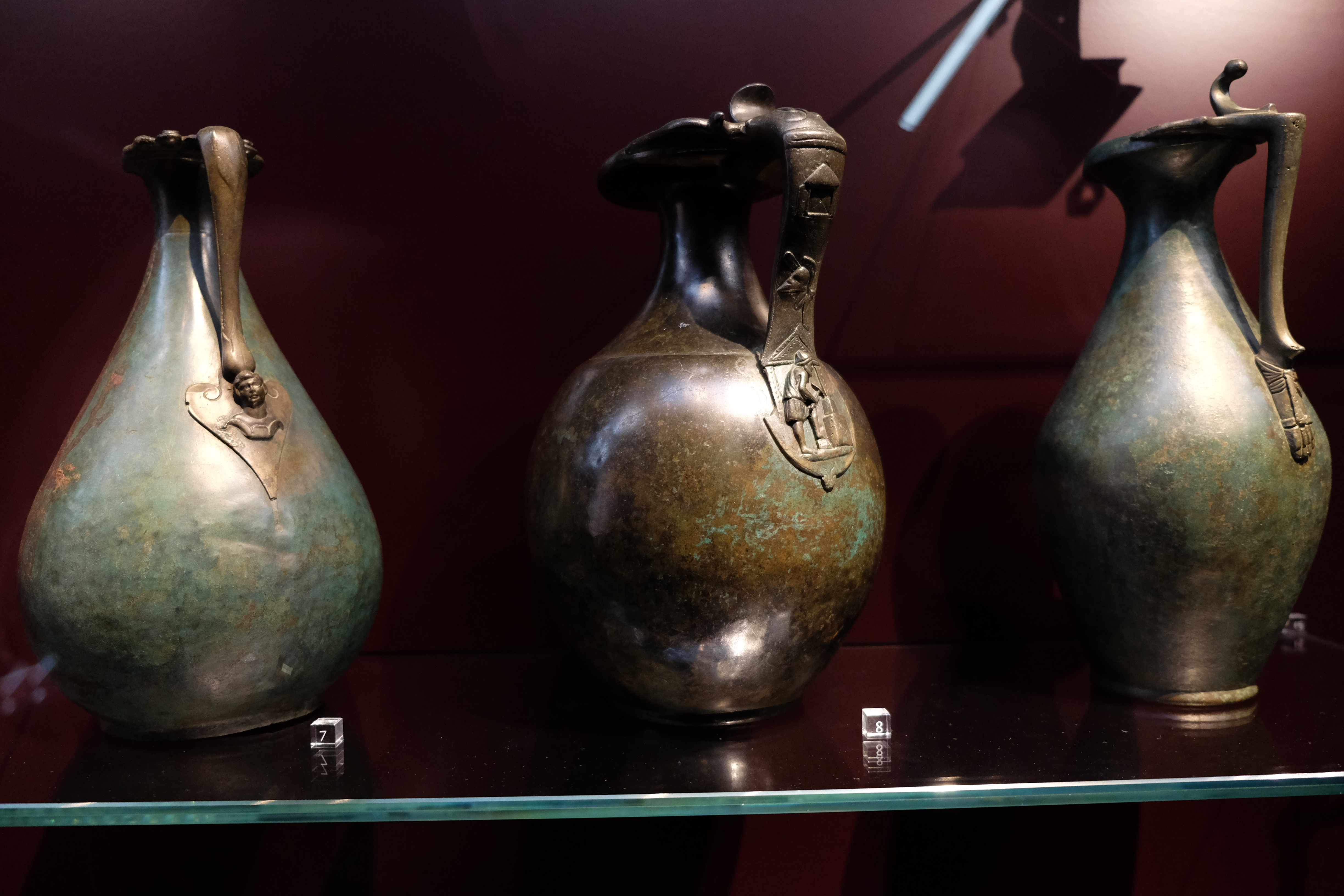
Krüge aus Bronze
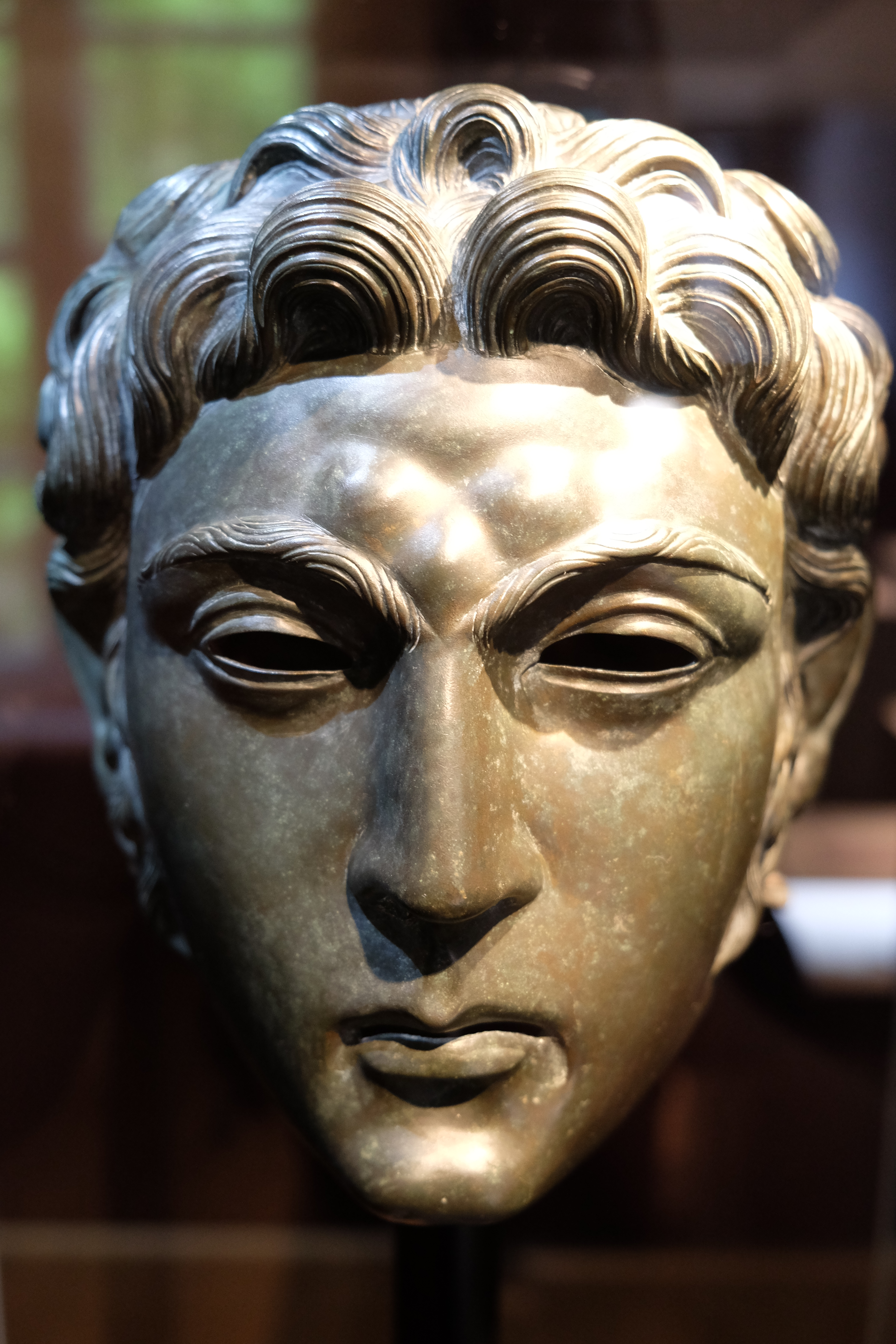
Paradehelm aus Bronze